# James Fanchone
James Fanchone (Le Mans, Francia, 21 de febrero de 1980), futbolista francés. Juega de volante y su actual equipo es el Le Havre AC de la Ligue 2 de Francia. 

## Clubes
| Club          | País    | Año       |
| ------------- | ------- | --------- |
| Le Mans UC    | Francia | 1998-2007 |
| RC Strasburgo | Francia | 2007-2009 |
| FC Lorient    | Francia | 2009-2011 |
| Le Havre AC   | Francia | 2011-     |